# Ферхат Аббас
Ферха́т Абба́с (Ferḥat Ɛebbas, араб. فرحات عباس ;*24 жовтня 1899, Тахер
 — †23 грудня 1985, Алжир) — політичний діяч Алжиру, активний борець за незалежність держави у 1958—1961. Двічі Голова Алжиру — спочатку як президент уряду країни у еміграції, вдруге вже як 2-ий президент.

## Біографія
Один із засновників та президентів (1924-29) Асоціації студентів-мусульман Північної Африки у Франції. В 1933-39 роках видавав тижневик «Антант» (L`Entente) антиколоніального руху. В 1938 році заснував партію Алжирський народний союз, яка висунула вимоги «асоціації» Алжиру з Францією.
В 1942-45 роках був лідером ліберальної буржуазії, яка боролась за автономію Алжиру. Автор патріотичного «Маніфесту алжирського народу» (лютий 1943). Один з творців асоціації Друзі маніфесту та свободи (березень 1944).
Був заарештований французькою владою в жовтні 1943 та травні 1945 років. В березні 1946 року заснував та очолив Демократичний союз алжирського маніфесту. В серпні 1946 року висунув проект створення автономної Алжирської республіки в складі Французького Союзу. З квітня 1955 року встановив таємні зв'язки з Фронтом національного визволення, в 1956 році відкрито приєднався до нього та увійшов (серпень 1956) до його керівництва.
У вересні 1958 — серпні 1961 років голова Тимчасового уряду Алжирської Республіки в еміграції. У вересні 1962 — серпні 1963 років голова національних Установчих зборів Алжиру. Пішов у відставку у зв'язку з розмовинами по проекту конституції, що була висунута Фронтом національного визволення Алжиру, перейшов тим самим у опозицію.